# Procuradoria-Geral Regional de Lisboa
A Procuradoria-Geral Regional de Lisboa é um órgão superior do Ministério Público, em Portugal. Tem sede em Lisboa.
A sua área de jurisdição inclui as Comarcas de Lisboa, Lisboa Norte, Lisboa Oeste, Açores e Madeira.
Em 2015 a Procuradora-Geral Adjunta Maria José Morgado foi nomeada Procuradora-Geral Distrital pelo Conselho Superior do Ministério Público sob proposta da Procuradora-Geral da República Joana Marques Vidal.
Em 18 de Dezembro de 2018 foi nomeado Procurador-Geral Distrital de Lisboa pelo Conselho Superior do Ministério Público o Procurador-Geral Adjunto Amadeu Guerra, Director do Departamento Central de Investigação e Ação Penal desde 2013. Tomou posse em 8 de Janeiro de 2019.
Em 2019, após a reforma do Estatuto do Ministério Público, as Procuradorias-Gerais Distritais foram renomeadas de Procuradorias-Gerais Regionais. 